# Pedro Gamarro
Pedro Gamarro, född 8 januari 1955 i Machiques i Zulia, död 7 maj 2019 i Maracaibo, var en venezuelansk boxare som tog OS-silver i welterviktsboxning 1976 i Montréal. I finalen förlorade han mot Jochen Bachfeld från Östtyskland med 2-3.